# أوغوستن موريلو
أوغوستن موريلو (بالإسبانية: Agustin Murillo)‏ هو لاعب كرة قاعدة مكسيكي، ولد في 5 مايو 1982 في تيخوانا في المكسيك.

## وصلات خارجية
- أوغوستن موريلو على موقع الدوري الياباني لكرة القاعدة (الإنجليزية)
- أوغوستن موريلو على موقعبيزبول رفرنس.كوم (الدوري الثانوي) (الإنجليزية)
- أوغوستن موريلو على موقع إي إس بي إن.كوم (أم.أل.بي) (الإنجليزية)
- أوغوستن موريلو على موقع مشجعي الرسوم البيانية (الإنجليزية)